# Mont Akutan
El Mont Akutan, en anglès Mount Akutan i oficialment Akutan Peak, és un estratovolcà que es troba a les illes Aleutianes, Alaska i que té en els 1.303 metres el seu punt culminant. El mont Akutan té una caldera de 2 km d'ample formada durant una gran erupció explosiva fa uns 1600 anys. L'activitat eruptiva recent s'ha originat a partir d'un gran con a la part nord-est de la caldera. Des d'aquest punt hi ha hagut nombroses erupcions explosives amb vessament ocasional de lava que cobreix el sòl de la caldera. Un flux de lava va viatjar el 1978 a través d'una bretxa de la caldera cap al nord fins a ran sols 2 quilòmetres de la costa. Un petit llac ocupa part de la caldera. Dos centres volcànics es troben al vessant nord-oest: Lava Peak del Plistocè; i un con volcànic més petit d'on va emanar un flux de lava el 1852 que es va estendre fins a la costa de l'illa formant Lava Point. Una caldera més antiga sembla haver-se format durant el Plistocè o Holocè, mentre l'actual caldera sembla procedir d'una erupció IEV-5 ca. 340 dC. És un dels volcans amb més erupcions confirmades dels que hi ha a les illes Aleutianes.

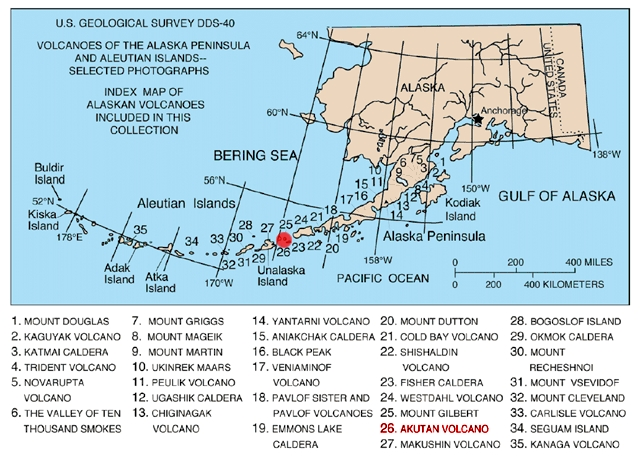
Mapa mostrant els volcans d'Alaska. El senyal indica la situació del mont Akutan.

El volcà va entrar en erupció per última vegada el 1992, però encara hi ha activitat fumaròlica als peus de Lava Point i hi ha aigües termals al nord-est de la caldera.